# Franco Perruquet
Franco Perruquet (Aosta, 25 de diciembre de 1950) es un deportista italiano que compitió en bobsleigh. Ganó una medalla de oro en el Campeonato Mundial de Bobsleigh de 1975, en la prueba doble.

## Palmarés internacional
| Campeonato Mundial | Campeonato Mundial | Campeonato Mundial | Campeonato Mundial |
| Año                | Lugar              | Medalla            | Prueba             |
| ------------------ | ------------------ | ------------------ | ------------------ |
| 1975               | Cervinia (Italia)  | Medalla de oro     | Doble              |